# Antonio Capuozzo
Antonio Capuozzo (Napoli, 24 marzo 1980 – Montesilvano, 12 gennaio 2020) è stato un giocatore di calcio a 5 italiano.

## Biografia
Nella notte del 12 gennaio 2020, Capuozzo è stato trovato morto all'età di 39 anni vicino alla sua abitazione di Montesilvano, vittima di un malore improvviso.

## Carriera

### Club
Capuozzo ha giocato per cinque stagioni nel Loreto Aprutino, disputando una stagione in Serie C1, due in Serie B e altrettante in Serie A2; degli aprutini è stato anche capitano. Nel 2014 si trasferisce inizialmente alla Real Dem in Serie C1 ma appena qualche mese più tardi viene tesserato dal Pescara in seguito all'infortunio del portiere titolare Leandro Garcia Pereira. Esordisce nel campionato di Serie A 2014-2015, nella partita della prima giornata contro il Kaos. In questa stessa stagione si laureerà campione d'Italia col team abruzzese, risultando determinante nei play-off. Il 2 ottobre 2017, al termine della partita contro la Feldi Eboli valida per la seconda giornata di campionato, Capuozzo risulta positivo allo stanozololo. Il 20 ottobre seguente il Tribunale Nazionale Antidoping sospende in via cautelare il portiere. La squalifica di 4 anni comminata dal tribunale nazionale antidoping pone fine alla carriera del portiere.

### Nazionale
Seppur non continuativamente, durante la gestione tecnica di Alessandro Nuccorini ha fatto parte della Nazionale giocando 3 partite tra il 2003 e il 2006. A dieci anni dall'ultima presenza con la maglia azzurra, il 9 dicembre 2015 viene convocato da Roberto Menichelli come secondo portiere per il main round di qualificazione al campionato mondiale del 2016, senza tuttavia scendere in campo.

## Palmarès
- Campionato italiano: 1
Pescara: 2014-15
- Coppa Italia: 2
Pescara: 2015-16, 2016-17
- Supercoppa italiana: 2
Pescara: 2015, 2016
- Campionati di Serie B: 3
Marigliano: 2006-07 (girone F)
Acqua e Sapone: 2007-08 (girone C)
Loreto Aprutino: 2010-11 (girone D)